# Amber Straughn
Amber Nicole Straughn, née vers 1979, est une astrophysicienne américaine travaillant au Goddard Space Flight Center de la NASA, où elle est scientifique de projet adjointe pour le télescope spatial James-Webb, responsable des communications scientifiques. Ses recherches portent sur les galaxies en interaction et formatrices d'étoiles dans le contexte de l'assemblage(?) des galaxies. Elle est également directrice associée de la Division des sciences astrophysiques.

## Jeunesse et éducation
Straughn a grandi dans une ferme de bétail et de porcs à Bee Branch, dans l'Arkansas, et a également cultivé des pastèques.  Le ciel sombre a inspiré son intérêt précoce pour l'astronomie, observant les étoiles sur une couverture près de sa ferme. Lorsque le télescope spatial Hubble a été lancé, en 1990, alors qu'elle était à l'école primaire, elle a vu des vidéos de l'événement et a déclaré « Je veux faire partie de cela, faire partie de cette histoire scientifique ». Un conseiller de son lycée l'a aidée à obtenir des stages d'été pour l'aider à ouvrir la voie à une carrière dans les sciences. Après avoir obtenu son diplôme de South Side High School en 1998,  elle est devenue la première personne de sa famille à aller à l'université. Straughn a fréquenté l'Université de l'Arkansas à Fayetteville, qui lui a fourni une bourse d'excellence. Là, elle a travaillé avec une équipe d'étudiants pour rédiger une proposition réussie de recherche sur l'avion en microgravité KC-135 de la NASA connu sous le nom de « comète vomie » en 2001. Après avoir obtenu son baccalauréat universitaire ès sciences en physique en 2002, Straughn a fréquenté l'Université d'État de l'Arizona, où elle a obtenu une maîtrise ès sciences. En 2005, elle a reçu la bourse prédoctorale Harriett-Jenkins de la NASA de 3 ans pour les groupes sous-représentés dans les STIM. Straughn a obtenu son doctorat en physique en 2008. Sa thèse de doctorat, Tracing galaxy assembly: A study of merging and emission-line galaxies (Tracer l'assemblage des galaxies : Une étude des galaxies en fusion et à raies d'émission), porte sur le thème de l'évolution des galaxies à l'aide de données de Hubble.

## Carrière scientifique
Straughn est membre de l'équipe scientifique du télescope spatial James-Webb à Goddard, où elle a commencé en tant que postdoctorante en 2008. Elle est devenue scientifique adjointe du projet pour JWST Science Communications en 2011.  En tant qu'un des premiers utilisateurs de la nouvelle caméra Wide Field Camera 3 sur le télescope spatial Hubble, Straughn a démontré sa capacité à mesurer la distance et les propriétés de galaxies très faibles dans l'univers primitif. Elle est co-investigatrice de l'équipe CANDELS, menant le plus grand projet d'étude de galaxies sur Hubble.

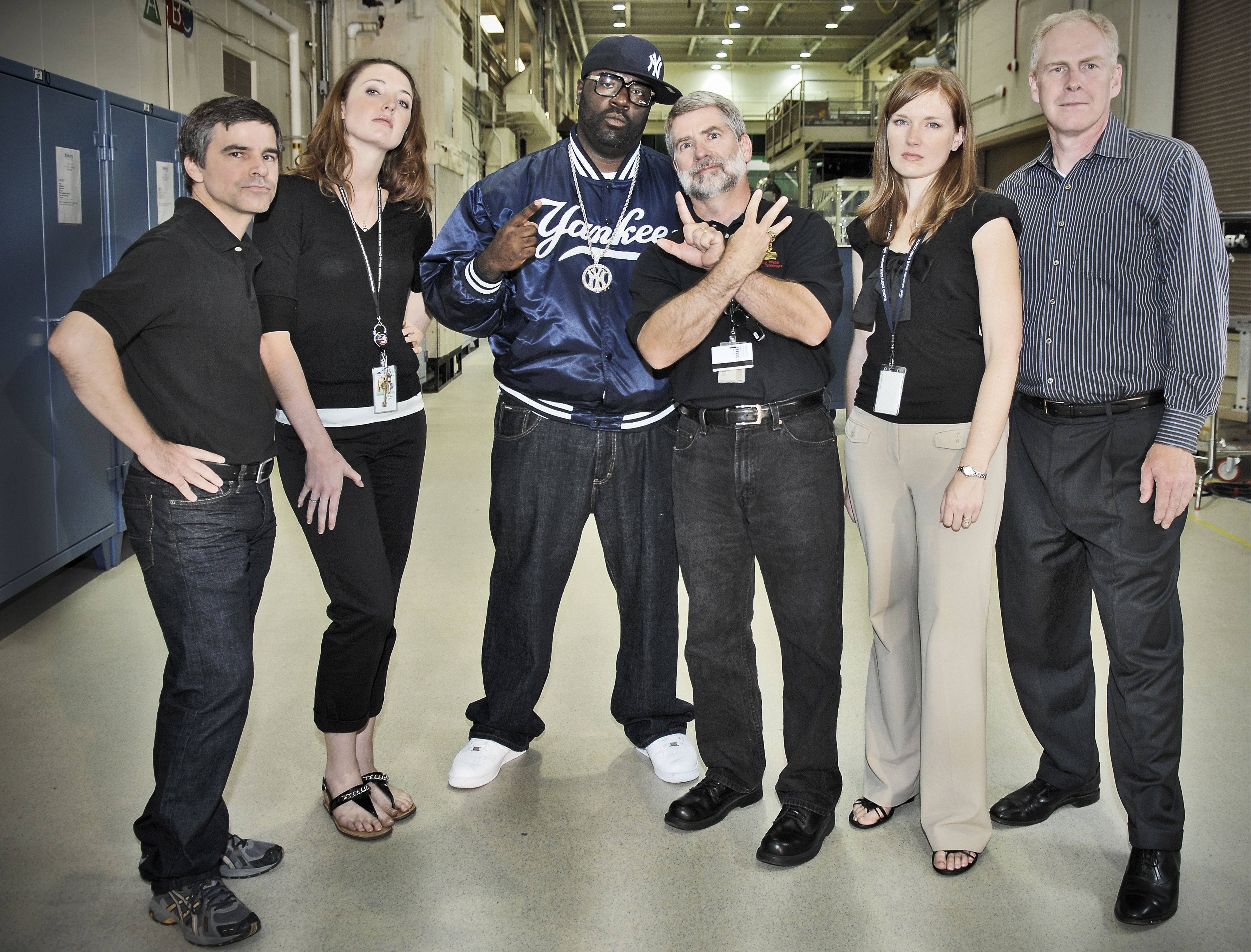
Amber Straughn avec Milky J "Hubble Gotchu " de Late Night avec Jimmy Fallon en visite à Goddard.

Straughn est connu comme une communicatrice scientifique passionnée et a parlé dans des écoles, des clubs d'astronomie, des musées et des sociétés de recherche localement dans la région de Washington et à l'échelle nationale. L'Université de l'Arkansas lui a décerné un statut d'ancienne élève avec distinction en 2017 pour son travail scientifique et de sensibilisation. Amber interagit également fréquemment avec les médias, ayant fait de nombreuses interviews télévisées en direct, des reportages médiatiques pour la NASA et est apparue sur TEDx, PBS NOVA, National Geographic, DiscoveryGo,  the History Channel, Spike TV et dans le segment Hubble Gotchu de Jimmy Fallon. 
Straughn est devenu pilote en 2013, aux commandes d'un Cessna 182, et pratique activement le yoga et donne des cours de yoga hebdomadaires. 

## Récompenses et honneurs
- 2004, lauréate du Gerald A. Soffen Memorial Fund for the Advancement of Space Science Education
- 2005, Bourse prédoctorale Harriet G. Jenkins de la NASA
- 2007, AAS Chambliss Student Achievement Award
- 2016, Médaille pour réalisation exceptionnelle de la NASA